# Neomyostoma ptilodexioides
Neomyostoma ptilodexioides är en tvåvingeart som beskrevs av Townsend 1935. Neomyostoma ptilodexioides ingår i släktet Neomyostoma och familjen parasitflugor. Inga underarter finns listade i Catalogue of Life.